# Національний аграрний університет Вірменії

Корпус університету

Національний аграрний університет Вірменії (вірм. Հայաստանի ազգային ագրարային համալսարան) — один з найбільших в республіці і єдиний в аграрній сфері заклад вищої освіти. Розташований у Єревані, вулиця Теряна, 74.

## Університет сьогодні
В Національному аграрному університеті Вірменії діють п'ять спеціалізованих рад, які присуджують науковий ступінь доктора наук за спеціальностями: машини і механізація сільськогосподарського виробництва, агрономія, тваринництво, ветеринарія, сільськогосподарське виробництво, економіка. У названих радах присуджують наукові ступені доктора і кандидата за 17-ма спеціальностями аграрної сфери. Підготовка фахівців успішно супроводжувалася розв'язуванням наукових завдань з теоретичним і прикладним значенням. Проводилися роботи з отримання та впровадження нових сортів винограду і польових культур, з отримання та випробування нових ефективних пестицидів, поліпшення технологій переробки сільськогосподарських рослин, з механізації гірського землеробства та в інших галузях.
НАУА співпрацює з аграрними вузами й організаціями СНД, європейськими (університет прикладних наук Ваєнштефан-Триздоф (Німеччина), Шведський університет сільськогосподарських наук і американськими (Фресно) університетами. 1999 року наслідком співпраці з Техаським університетом сільського господарства і механізації стало заснування Освітнього центру агробізнесу (ОЦА).
НАУА здійснює низку дослідницьких і науково-освітніх проектів з такими організаціями: Міжнародний науково-технічний центр (ISTC), Міжнародний центр з розвитку прикладних досліджень в галузі сільського господарства (ICRA) (Нідерланди), НАТО (програма «Наука заради миру»), Естонський центр сільськогосподарських досліджень, Міжнародна організація з біорізноманіття (Рим), Продовольча та сільськогосподарська організація ООН (FAO), Міжнародний центр сільськогосподарських досліджень в посушливих регіонах (ICARDA) і т. д.

## Історія
Вірменську сільськогосподарську академію було утворено 1994 року на основі об'єднання Вірменського сільськогосподарського та Єреванського зоотехническо-ветеринарного інститутів.
ЦВК Вірменської РСР і Наркомзем 23 червня 1930 року ухвалили рішення (N 40/237) заснувати на базі сільськогосподарського факультету Єреванського державного університету Єреванський сільськогосподарський інститут. 1932 року в інституті організовано заочне навчання, спочатку тільки агрономічне, а потім і на інших факультетах.
28 червня 1928 року Закавказький крайком ВКП(б) ухвалив рішення організувати в Єревані Закавказький ветеринарний інститут. 12 липня того ж року розпочав свою роботу оргкомітет зі створення закладу, головою якого був призначений народний комісар землеробства А. Єрзнкян. Згідно з першим наказом директором інституту був призначений професор Б. Р. Массіно, а 8 листопада відбулося урочисте відкриття інституту, на якому були присутні партійні і політичні керівники А. Ханджян, А. Мравян, С. Касьян, Р. Даштоян та інші. 1930 року в Єреванському сільськогосподарському інституті було відкрито тваринницький факультет. Через рік, 25 жовтня 1931 року, було вирішено заснувати на базі ветеринарного інституту і тваринницького факультету Єреванський зоотехніко-ветеринарний інститут, який згодом 1932 року був перейменований на Єреванський зоотехнічно-ветеринарний інститут. 1932 року при інституті було відкрито заочне відділення, 1950 року перетворене на факультет заочного навчання.
Згідно з рішенням уряду Вірменії від 7 травня 1994 року на базі Вірменського сільськогосподарського та Єреванського зооветеринарного інститутів було утворено Вірменську сільськогосподарську академію, яку згодом, за рішенням уряду від 15 вересня 2005 року, було перейменовано на Державний аграрний університет Вірменії, а з вересня 2012 року на Національний аграрний університет Вірменії. Першим ректором Вірменської сільськогосподарської академії був призначений А. Ц. Хачатрян (1994—1998), а з 1998 року і донині[уточнити] зво очолює член-кореспондент НАН РВ А. П. Тарвердян. Число студентів на денному відділенні становить приблизно 4400, на заочному — 5800, а в коледжі — 157. На першому і другому курсах магістратури аграрного університету за всіма спеціальностями навчаються понад 450 студентів. Кількість аспірантів на денному та заочному відділеннях складає 240, з яких 200 — представники Ісламської Республіки Іран, 4 — з Сирії.[джерело?] Для всіх спеціальностей розроблено критерії і відповідно з ними навчальні плани і програми, які були впроваджені в освітню систему з 2004—2005 навчального року.

## Факультети
- Агрономічний факультет НАУВ
- Факультет харчових технологій НАУВ
- Факультет гідромеліорації, землеустрою і земельного кадастру НАУВ
- Факультет сільгоспмеханізації та автомобільного транспорту НАУВ
- Факультет ветеринарної медицини і тваринництва НАУВ
- Факультет агробізнесу та маркетингу НАУВ
- Економічний факультет НАУВ

## Лабораторії
Науковий центр було сформовано 1998 року шляхом реорганізації управління науки Вірменської сільськогосподарської академії. Ще 1972 року в ВірмСГІ і ЄрЗВІ діяли науково-дослідні сектори, головною метою яких була систематизація та організація робіт та госпдоговірних наукових тем. Структурні підрозділи наукового центру: редакційно-видавничий відділ, відділи аспірантури та магістратури, центр патентування та стандартизації, науково-дослідні інститути та проблемні лабораторії.
За рішенням наукової ради ДАУВ у складі наукового центру з січня 2000 року діють такі проблемні лабораторії:
- пестицидів
- селекції та генофонду рослин
- виноградства і плодівництва
- генетики, селекції і годівлі с/г тварин
- екологічних проблем
- ветеринарії та ветеринарно-санітарної експертизи.

2010 року на основі проблемних лабораторій продуктів і сировини тваринного походження, технології вина і коньяку, молекулярної біології та біотехнології було сформовано науково-дослідні інститути технології продуктів, безпеки харчування і біотехнології, а на основі проблемної лабораторії с/г механізації та електрифікації — с/г механізації, електрифікації та автомобільного транспорту. 2009 року в складі Наукового центру було створено відділення міжнародних грантів, а 2010 року — інформаційних технологій. Науковий центр співпрацює як з науковими організаціями в галузі сільського господарства країни, так і зарубіжних країн (ICARDA, IPGRI, IFPRI, дослідницький центр сільського господарства Греції). Науковий центр координує здійснювані в університеті дослідження, контролює хід наукових робіт та впровадження їх результатів, забезпечує єдність науково-освітніх процесів.

## Випускники
- Мікаелян Сасун Мехакович[ru] (р. 1957) — депутат парламенту Вірменії, випускник 2004 р.
- Апоян Ашот Оганесович (р. 1950) — вірменський політичний і державний діяч, випускник 1975 р.
- Гусейнов Сергій Умалатович (р. 1952) — Генеральний директор ВАТ "Молочний завод «Гіагінський», депутат Державної ради — Хасе Республіки Адигея, випускник 1974 р.